# Wszystko co mogę mieć
Wszystko co mogę mieć – drugi wspólny album Onara i O$ki, wydany w 2003 roku nakładem wytwórni Warner Music Poland.

## Lista utworów
Opracowano na podstawie materiału źródłowego.
Album
1. "Intro" - 1:37
2. "Wszystko co mogę mieć" (gościnnie: Selma) – 3:41
3. "Klubing" - 3:55
4. "Dużo czasu minęło" (gościnnie: Borixon) – 3:25
5. "Letniak 2" (gościnnie: Pezet, Selma) – 3:59
6. "Skit 1" - 0:36
7. "Żeby rap ten nie umarł" (gościnnie: 2cztery7) – 4:23
8. "Oooo [Superrelaks]" - 3:45
9. "Historie" (gościnnie: Fenomen) – 4:10
10. "Tak blisko a tak daleko" (gościnnie: Selma, Lerek) – 4:35
11. "Szeptem" - 3:50
12. "Wciąga nas szowbiznes" - 3:06
13. "Skit 2" - 0:31
14. "Rytm betonu" (gościnnie: Selma) – 4:26
15. "Właśnie dla mnie" (gościnnie: Pezet) – 4:31
16. "Każdy pierwszy raz" (gościnnie: Żądło) – 3:29
17. "Czy lepszego dogonisz" - 2:51
18. "Outro" - 0:58

Single
| Klubing (Promo CD)                                                                                  |
| --------------------------------------------------------------------------------------------------- |
| 1. "Klubing" (Radio Edit) – 3:21 2. "Klubing" (wersja LP) – 3:41 3. "Klubing" (Instrumental) – 3:41 |

| Klubing (LP 12") |
| --- |
| Strona A 1. "Klubing" (wersja LP) – 3:41 2. "Klubing" (Instrumental) – 3:41 3. "Każdy pierwszy raz" (wersja LP) – 3:31 Strona B 1. "Klubing" (Instrumentale) – 12:59 2. "Klubing" (Acapella Mix) – 3:59 |